# 科尔尼廖
科尔尼廖（義大利語：Corniglio），是意大利帕尔马省的一个市镇。总面积166平方公里，人口2069人，人口密度12.5人/平方公里（2009年）。ISTAT代码为034012。